# La volta a la Gàl·lia
 La volta a la Gàl·lia (francès:  Le Tour de Gaule d'Astérix) és el cinquè àlbum de la sèrie Astèrix el gal, amb guió de René Goscinny i dibuix d'Albert Uderzo. Va ser publicat en francès el 1965.

## Sinopsi
Després de ser estomacat pels gals, el prefecte Luci Flordelotus decideix aïllar als gals tancant-los dins d'una estacada aixecada al voltant del poble. Davant del fet, Astèrix el desafia a travessar, juntament amb Obèlix, l'estacada, fer una volta a tota la Gàl·lia recollint una especialitat culinària d'allà per on passi, com a prova del seu viatge, per oferir-li finalment un banquet al prefecte amb totes elles.

## Comentaris
- Ja la idea de la volta a la Gàl·lia és una referència molt clara al Tour de França. A més, dins de l'aventura hi ha diverses referències més a la volta ciclista: el sac groc és un clar referent al mallot groc, i els dos herois són rebuts com a vencedors d'etapa a Agium (p. 37).[3]
- El recorregut és:

1. Poble dels irreductibles

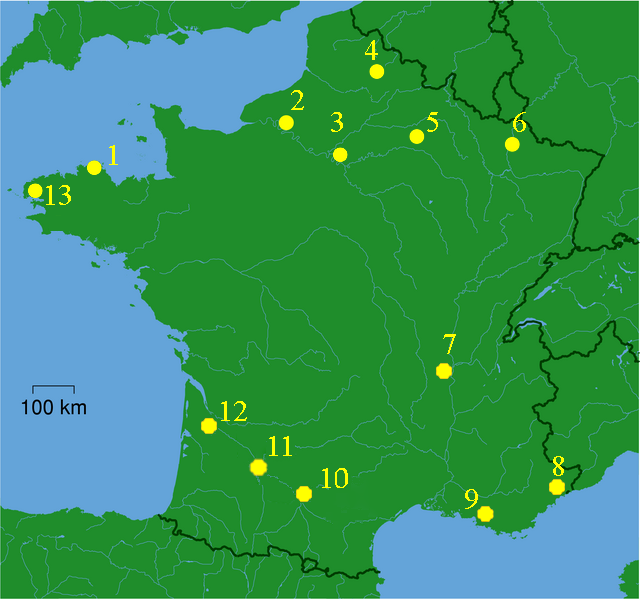
Recorregut d'Astèrix i Obèlix

2. Rotomagus (Rouen), tot i que no compren res.
3. Lutècia (París), per comprar pernil de París.
4. Camaracum (Cambrai), per comprar bestieses de Cambrai (uns caramels)
5. Durocortorum (Reims), per comprar xampany
6. Divodurum (Metz), on no compren res.
7. Lugdúnum (Lió), per comprar salsitxes i Quenelles.
8. Nicae (Niça), per comprar amanida niçoise
9. Massilia (Marsella), per comprar bolhabaissa
10. Tolosa (Tolosa), per comprar salsitxes.
11. Aginum (Agen), on no compren res.
12. Burdigala (Bordeus), per comprar ostres i vi de Bordeus
13. Gésocribate (Le Conquet)

Fins a la versió final es van fer moltes modificacions. Als primers esbossos, l'itinerari era en sentit invers. Igualment, Astèrix i Obèlix havien de passar per moltes més ciutats, però les etapes es van haver de limitar pel nombre de pàgines. Aquestes eren Caesarodunum (Tours), per comprar rillettes; Vesunna (Perigús), per comprar foie gras; Baeterrae (Besiers), per comprar vi; Arelate (Arle), per comprar salsitxes; Cabello (Cavalhon), per comprar melons; Cularo (Grenoble), per comprar nous; Genabum (Orleans), per comprar vinagre i Suindinum (Le Mans), per comprar pollastre). Si bé ambdós personatges visiten Gésocribate (Le Conquet), no compren crêpes, com s'havia previst a la primera versió.
- Les especialitats culinàries que recullen per tota la Gàl·lia són aquelles típiques d'avui, les quals no existien a l'època.
- Astèrix traça el seu itinerari sobre un mapa que representa les fronteres actuals de França (p. 9)
- El xampany s'inicià cap al segle xv, tot i que no va ser fins cap al 1670 quan el monjo dom Perignon hi introduí el tap de suro subjectat amb una grapa metàl·lica. A més ja apareixen les seves varietats (brut, sec, semi-sec, dolç), i es menciona el seu ús per batejar galeres (p. 18).
- A Nicae, Astèrix i Obèlix passegen pel passeig dels bretons, una al·lusió al passeig dels anglesos.
- Les respostes vagues dels habitants de Rotomagus (Rouen) són les anomenades "respostes de normand": «pt'êt ben que oui, pt'êt ben que non» (pot ser que sí, pot ser que no)
- Els embussos de trànsit a Lutècia fan referència als problemes de circulació de París. Ja eren citats a La falç d'or.
- Quan Astèrix i Obèlix segresten un vehicle del correu oficial de Lugdúnum, el legionari reflexiona mentre que està lligat: «Se'n sentirà a parlar molt de temps de l'afer del correu de Lugdúnum!», en referència a l'afer del correu de Lió.
- L'ajut dels habitants de Lugdúnum pels carrerons de la ciutat fa referència a la Resistència de Lió durant la Segona Guerra Mundial.
- La partida de cartes que apareix a la taverna de és una caricatura de la partida de cartes que apareixia a la pel·lícula Marius de Marcel Pagnol. Els jugadors tenen les faccions de Raimu (César Labeldecadix), Robert Vattier (el foraster de Ludgunum), Fernand Charpin i Paul Dullac (els actors de la pel·lícula).[5] De tots ells, César Labeldecadix visitarà el poblat gal a Astèrix a Còrsega.
- El centurió del camp d'Homenetum Grachus Pambolius ja apareix a Astèrix gladiador. Posteriorment, Obèlix li diu al prefecte romà que quan arribi a Roma saludi a Caius Obtús, el lanista d'Astèrix gladiador.
- El pescador del Sena que es queixa dels vaixells fora-borda és el mateix que apareixia a La falç d'or. Hi ha una altra referència a aquest àlbum, quan Astèrix remuga que Lutècia sempre està igual d'atapeïda.
- Comença un dels tics de la sèrie: per primera vegada Obèlix es molesta quan el tracten de gras (p. 11) i per primera vegada es preocupa pel seu pes. A l'àlbum anterior (Asterix gladidador) Asterix encara pot comentar a Obelix que està massa gros per disfressar-se de lleó i entrar al circ, sense que aquesta objecció desencadeni cap reacció més enllà d'un "Si ho hagués sabut...".
- Idefix apareix per primera vegada de manera discreta. Astèrix i Obèlix entren a una carnisseria de Lutècia, a la porta de la qual hi ha un gosset que els començarà a seguir per tot l'àlbum (p. 13). No és fins a la darrera pàgina que Obèlix s'adona de la seva presència.[6] No rebrà el seu nom fins a la propera aventura, Astèrix i Cleopatra. Aquest va ser triat en un concurs entre els lectors de la revista Pilote.[7]
- Esautomàtix encara no ha adquirit la seva aparença definitiva (el disseny més o menys definitiu no serà fins a Astèrix i els normands. A més, és un altre gal qui no deixa cantar al bard.
- Els pirates fan la seva segona intervenció. Apareix Eric, fill del capità Barbarroja, en la seva única aparició en tota la sèrie. Trespotes, el vell llatinista també es consolida. El vigia negre no apareix, si bé hi ha un negre entre els nàufrags.
- La via romana VII és la que condueix cap a Nicae... igual que avui en dia l'Autopista 7 és la que condueix cap a Niça. Igual que ara, ja anava sempre embussada.
- El bard Assegurançatòrix seu lligat a la porta de la seva cabana de dalt de l'arbre al banquet final.